# فلم الاشتراكية
فيلم الاشتراكية (بالفرنسية: Film Socialisme) هو فيلم دراما فرنسي لعام 2010 من إخراج جان لوك جودار. عُرض الفيلم لأول مرة في قسم «نظرة معينة Un Certain Regard» في مهرجان كان السينمائي 2010، ولاقى استقبالًا متنوعًا على نطاق واسع، وصدر في فرنسا بعد يومين، في 19 مايو 2010. عُرض الفيلم في مهرجان نيويورك السينمائي الثامن والأربعين في 2010، وهو الفيلم السابع والعشرون الذي عرضه جودار في هذا المهرجان.

## طاقم التمثيل
- كاثرين تانفير: في دور الأم
- كريستيان سينيجر: في دور الأب
- جان مارك ستيلي: في دور أوتو غولبرغ
- ناديج بوسون دياني: في دور كونستانس
- باتي سميث: في دور المغنية وعازفة الجيتار
- أولغا ريازانوفا: في دور العميلة السرية الروسية
- إليزابيث فيتالي: في دور صحفية
- آي هيدرة: في دور مصورة
- آلان باديو: في دور الفيلسوف
- روبرت مالوبيير: في دور الشخص في الحياة الواقعية
- أجاثا كوتور: في دور ملي أليسا

بالاشتراك مع: موريس سرفاتي - ليني كاي - برنارد ماريس - الياس صنبر.

## ملخص أحداث الفيلم
(حسب الملخص الموجود على الموقع الرسمي للفيلم)، يتكون الفيلم من ثلاث حركات:
الحركة الأولى «مثل هذه الأشياء»: تحدث على متن سفينة سياحية، وتتميز بمحادثات متعددة اللغات بين مجموعة متنوعة من الركاب، من بين الشخصيات مجرم حرب مسن، ومسؤول سابق في الأمم المتحدة، ومحقق روسي. (هناك ظهور قصير للمغنية وكاتبة الأغاني والفنانة الأمريكية باتي سميث).
الحركة الثانية «أوروبا»: تدور أحداثها في محطة وقود وتضم طفلين، فتاة وشقيقها الأصغر، ويستدعي والديهم للمثول أمام «محكمة طفولتهم»، مطالبين بإجابات جادة حول مواضيع الحرية والمساواة والأخوة.
الحركة الأخيرة «إنسانيتنا»: وتتضمن ستة مواقع أسطورية: مصر وفلسطين وأوديسا واليونان ونابولي وبرشلونة.

## استقبال الفيلم
منح موقع الطماطم الفاسدة الفيلم تقييم مقداره 58% بناء على آراء 59 ناقد سينمائي، ويقول إجماع الموقع الإلكتروني: «يواصل جودار استكشاف أنماط جديدة للتعبير في» فيلم الاشتراكية«، وهو مقال رائد حول الانحلال المجتمعي سيكون له صدى أقوى بين الأشخاص الذين تم تحويلهم بالفعل».
منح موقع ميتاكريتيك الفيلم تقييم مقداره 64% بناء على آراء 13 ناقد سينمائي.
منح مايكل فيليبس، الناقد السينمائي لجريدة شيكاغو تريبيون، الفيلم ثلاثة نجوم من أصل أربعة، وكتب: «أولئك الذين يتقبلون روح الدعابة لدى جودار سيجدون أن فيلم الاشتراكية هو استفزاز بعيد المنال ولكنه واسع النطاق. وسيجد هؤلاء الأقل تقبلاً أنه بعيد المنال جداً».
حضر الناقد السينمائي البريطاني مارك كرمود العرض الأول في مهرجان كان السينمائي 2010، ووصفه لاحقًا بأنه أسوأ فيلم في المهرجان، أعلن كرمود انه سيُدرج الفيلم في قائمته لأسوأ عشرة أفلام لعام 2011، بالإضافة إلى إدراجه في قائمته لأسوأ 10 أفلام تم إصدارها بين عامي 2008 و 2018.
وصف روجر إيبرت الفيلم بأنه «إهانة... إنه غير متماسك ومجنون وغامض بشكل متعمد وغير مكترث بالطرق التي يشاهد بها الناس الأفلام».

## الفيلم في المهرجانات حول العالم
عرض الفيلم في العديد من المهرجانات السينمائية حول العالم بما في ذلك:
مهرجان كان السينمائي 2010 (فئة «نظرة معينة»)
مهرجان تورنتو السينمائي الدولي 2010 (فئة الرئيسية)
مهرجان ملبورن السينمائي الدولي 2010
مهرجان روتردام السينمائي الدولي 2011

## وصلات خارجية
http://filmsocialisme.com/ فلم الاشتراكية
https://www.imdb.com/title/tt1438535/ فلم الاشتراكية
https://www.allmovie.com/movie/v517342 فلم الاشتراكية
https://www.boxofficemojo.com/release/rl1179878913/weekend/ فلم الاشتراكية
https://www.metacritic.com/movie/film-socialisme فلم الاشتراكية
https://www.rottentomatoes.com/m/film_socialisme فلم الاشتراكية